# Нельгівка (станція)
Нельгівка — проміжна залізнична станція Запорізької дирекції Придніпровської залізниці на неелектрифікованій лінії Верхній Токмак I — Бердянськ між станцією Верхній Токмак I (22 км) та Єлизаветівка (14 км). Розташована у селищі Нельгівка Бердянського району Запорізької області.

## Історія
Станція відкрита 1898 року під час прокладання залізничної лінії Чаплине — Бердянськ. Назву отримала від навколишнього селища Нельгівка.

## Пасажирське сполучення
На станції Нельгівка зупиняються пасажирські далекого сполучення. Рух приміських поїздів скасовано з 18 березня 2020 року на невизначений термін.
| Рух поїздів по станції Нельгівка | Рух поїздів по станції Нельгівка | Рух поїздів по станції Нельгівка |
| №                                | Маршрут сполучення               | Періодичність курсування         |
| Приміське сполучення             | Приміське сполучення             | Приміське сполучення             |
| -------------------------------- | -------------------------------- | -------------------------------- |
| 6842/6841                        | Бердянськ — Запоріжжя II         | Скасований, курсував щоденно     |
| 6852/6851                        | Запоріжжя I — Бердянськ          | Скасований, курсував щоденно     |
| 6850/6849                        | Бердянськ — Запоріжжя II         | Скасований, курсував щоденно     |
| 6844/6843                        | Запоріжжя II — Бердянськ         | Скасований, курсував щоденно     |
| Далекого сполучення              |                                  |                                  |
| 115                              | Київ — Запоріжжя — Бердянськ     | Щоденно, з 26 березня 2018       |
| 116                              | Бердянськ — Запоріжжя — Київ     | Щоденно, з 26 березня 2018       |
| 807/808                          | Запоріжжя — Бердянськ            | Скасований з 12 квітня 2018 року |